# Норвезький бугунд
Норвезький бугунд (норв. norsk buhund), норвезький вівчар — порода шпіцеподібних собак, що виведена у Норвегії. Багатофункціональна, використовується як сторожова, фермерська, вівчарська собака і собака-компаньйон. Назва походить від норвезького «бу», що означає «ферма, садиба чи гірська хатина», і «гунд» — «пес».

## Історія породи
При розкопках гокстадського корабля, довгого корабля вікінгів IX століття, виявленого 1880 року у норвезької губернії Вестфол, були знайдені скелети шести собак, які, як встановили вчені з Осло, належали предкам норвезького бугунда. Представники цієї породи супроводжували вікінгів у завойовницьких походах, використовувалися як вівчарські собаки, а також для захисту від вовків і ведмедів. Наприкінці VII століття були завезені в Ісландію, Гренландію і на Шетландські острови.
З початку XVII століття бугунд розглядався як окрема порода, попри те, що перша виставка цих собак пройшла в норвезькому Йерене тільки 1920 року. Ініціатор виставки Джон Сіленд разом зі своїм другом Торальфом Раанаасом в наступні роки займалися її цілеспрямованою селекцією, а 1939 року в Норвегії був створений національний клуб цієї породи, після чого відомі тільки в межах Норвегії, Данії і Швеції бугунди почали завойовувати популярність у Великій Британії, де 1967 року були зареєстровані Британським клубом собаківництва.
У лютому 1963 року норвезький бугунд визнаний Міжнародною кінологічною федерацією і віднесений до групи шпіців і порід примітивного типу, до підгрупи північних сторожових і вівчарських собак.

## Зовнішній вигляд
Типовий шпіц, трохи менший середнього розміру, з добре вираженим статевим диморфізмом.
Голова пропорційна корпусу, не надто важка, клиноподібна, без чітких ліній. Череп майже плоский; верхні лінії черепа і морди паралельні. Перехід від чола до морди добре виражений, але не різко. Мочка носа чорна. Морда однієї довжини з черепною частиною, не занадто вузька і важка, спинка носа пряма. Губи щільно прилеглі, чорні. Повний комплект зубів, прикус ножицеподібний. Очі овальної форми, як можна більш темного кольору, повіки чорні. Вуха стоячі, середнього розміру, із загостреними кінчиками.

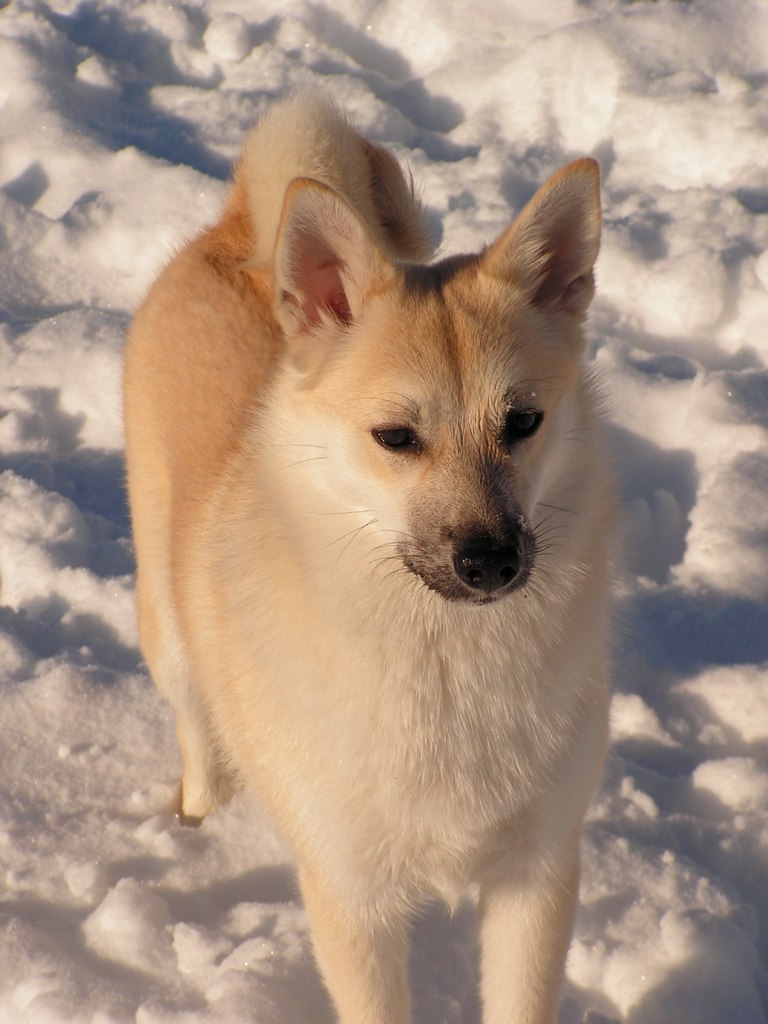

Шия сильна, середньої довжини, без підвісу, високо поставлена. Спина і лінія верху коротка, сильна і пряма. Круп з невеликим нахилом. Груднина глибока, з добре вигнутими ребрами.
Хвіст високо посаджений, щільно згорнутий в кільце, закинутий на спину і трохи відведений в бік.
Передні кінцівки прямі, з міцним кістяком, лопатки помірно похилі, лікті щільно притиснуті, зап'ястні суглоби міцні, п'ястка з помірним нахилом. Задні кінцівки з нормальними кутами зчленування, стегна потужні, м'язисті. Гомілки з хорошою мускулатурою. Передні й задні лапи компактні, овальної форми.
Покривна шерсть товста, густа і груба, щільно прилегла, відносно коротка на голові й передній частині кінцівок, і більш довга на шиї, грудях, задній стороні стегон і хвості; підшерсток м'який і щільний. Забарвлення пшеничне (бісквітне) і чорне. Пшеничне — від світло-рудого до золотисто-рудого, наявність або відсутність чорних кінчиків волосся не має впливати на основний колір. Бажаний чистий і яскравий колір, допускаються маска і невеликі білі фрагменти. Для чорного забарвлення бажаний однорідний тон без бронзового відливу, білих відмітин повинно бути якомога менше.
Висота в [загривку] псів від 43 до 47 см, сук — від 41 до 45 см; вага псів близько 14-18 кг, сук — близько 12-16 кг.

## Темперамент
Собаки зі скандинавським сильним характером і охоронним інстинктом; вірні, надійні, розумні, кмітливі й доброзичливі до людей, непогано ладять з дітьми, бугундам подобається проводити час з людиною, при цьому вони чудово розпізнають слабкі сторони господарів. Завжди готові постояти за себе у випадку агресії з боку іншої собаки.
Норвезький бугунд — відмінний сторож, проте не слід заохочувати сильний сторожовий інстинкт, інакше в якийсь момент собака може сприйняти якусь частину будинку як свою власну територію. Також бугунди схильні до домінування, особливо в підлітковому віці. За натурою вони не агресивні, дуже слухняні, при цьому у застосуванні фізичної сили немає ніякої необхідності, якщо при вихованні правильно використовувати підвищений голос.
Деякі особи з підозрою ставляться до незнайомців, а вроджений вівчарський інстинкт проявляється у прагненні «пасти» інших тварин або людей.
Відзначається, що пси більш ласкаві й віддані, ніж суки, відрізняються більшою стриманістю і більш спокійно переносять тривале розставання з господарем. При грамотній соціалізації з раннього віку бугунди здатні уживатися з кішками та іншими дрібними тваринами. Недоліком породи є надмірний гавкіт, з яким легко впоратися дресируванням.

## Здоров'я

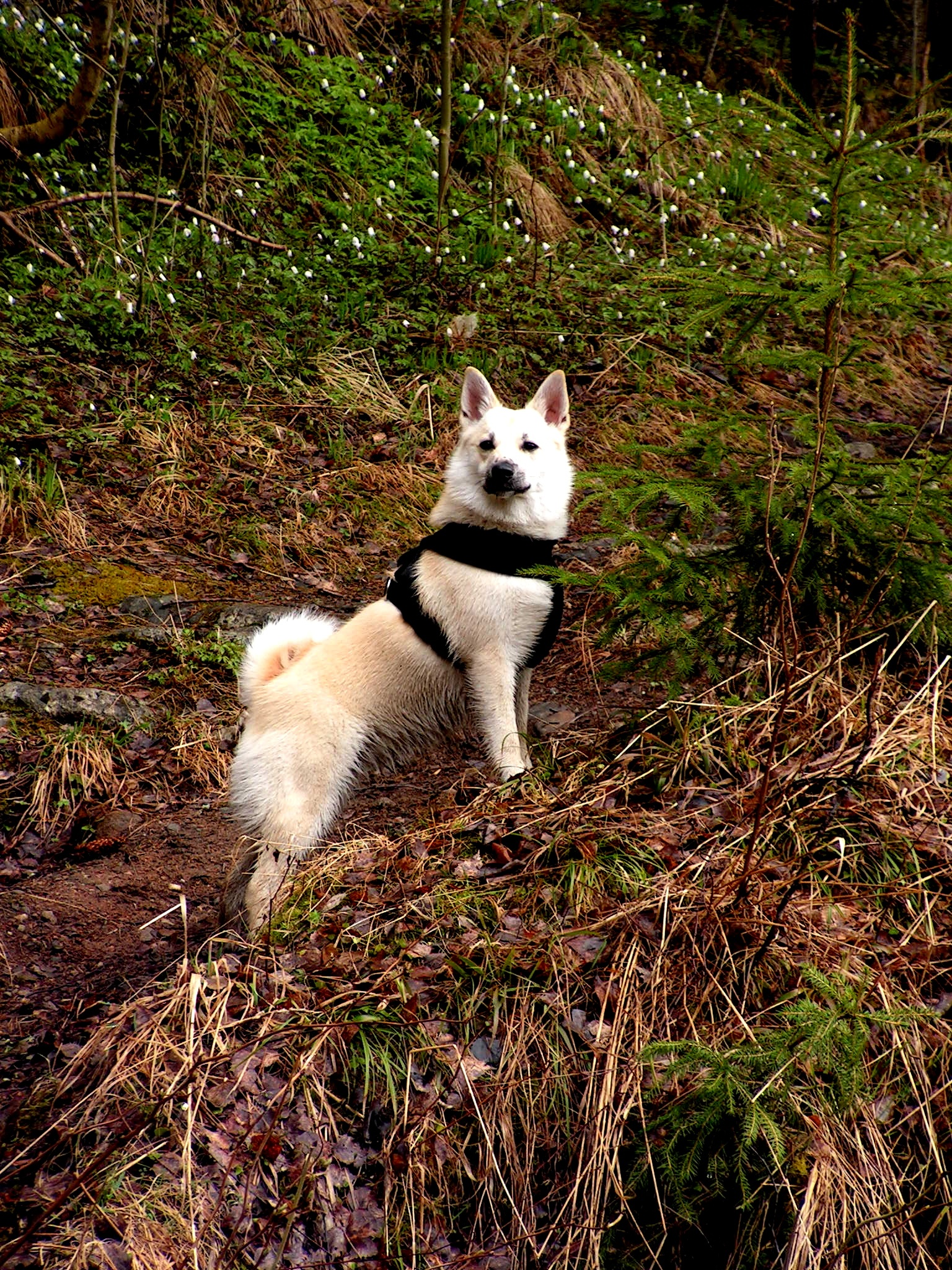

Норвезькі бугунди наділені витривалістю і міцним здоров'ям, комфортніше почуваються в зимовий час, так само як і інші скандинавські породи. Переносити сльоту і морози їм допомагає подвійна щільна водовідштовхувальна шерсть, у жаркі дні собаки віддають перевагу відпочинку в тіні.
Серед захворювань спостерігаються гіпотиреоз, запальні захворювання кишечнику, коліт, дисплазія кульшового суглоба, катаракта, спадкові захворювання очей, а також запалення шкіри, свербіж і алергія на харчові продукти. Середня тривалість життя становить від 9 до 15 років.

## Утримання та догляд
Шерсть бугунда не вимагає особливого догляду, за винятком періодів інтенсивного линяння, коли необхідно щоденне розчісування. Зазвичай воно проводиться двічі на тиждень. Миття собаки на піку линяння допоможе легше позбутися випалої шерсті. Бувши охайними від природи бугунди не потребують частого миття, типовий для багатьох інших порід собачий запах в них відсутній. Також рекомендуються загальні гігієнічні процедури — підстригання кігтів, чищення зубів і вух. Представники цієї породи мають невгамовну енергію, через що потребують щоденні ігри й навантаження, при нестачі яких здатні на деструктивні дії.